# Ya estaba escrito
«Ya estaba escrito» es el último sencillo de la banda mexicana Timbiriche de su disco Timbiriche VII.
es la versión en español de "Thought You Were on My Side" de Cock Robin
La canción solo tuvo un éxito moderado, debido a la falta de promoción que se le hacía, puesto que el disco Timbiriche VIII y IX venía en camino cuando el sencillo fue lanzado, sin embargo, la canción era interesante para el público, sobre todo en los conciertos, ya que, en la versión de estudio, una de las partes de la canción era interpretada por Mariana Garza, quien había salido del grupo antes de ser lanzado el sencillo, siendo sustituida por Edith Márquez, y en los conciertos cuando el grupo la interpretaba, se mostraba lo difícil que estaba siendo para la nueva integrante unirse al grupo, sin embargo los fanes la apoyaban y la canción logró ocupar buenos lugares en toda América Latina.
Fue lanzada a las radios en 1988 y es la primera canción que Edith Márquez dio a promocionar con el grupo.

## Canción
La canción habla sobre una pareja que dice que su amor era predestinado, ya estaba escrito.

## Video
No cuenta con videoclip oficial, y en red sólo se puede ver el musical de presentación del álbum.

## Posicionamiento
| Listas (2006-2007)       | Posición |
| ------------------------ | -------- |
| Argentina Top 40 Singles | 3        |
| Chile Top 100            | 2        |
| Argentina Top 100        | 4        |
| Venezuela Top 40         | 2        |
| México Top 100           | 5        |
| Latin America Top 100    | 5        |

- Datos: Q6169469